# Rhopalia cincta
Rhopalia cincta är en tvåvingeart som beskrevs av Sack 1934. Rhopalia cincta ingår i släktet Rhopalia och familjen Mydidae.
Artens utbredningsområde är Egypten. Inga underarter finns listade i Catalogue of Life.